# 지배주의 신학
지배주의 신학(Dominion theology, dominionism) 혹은 통치신학이란 기독교인들이 이해한 성경적 법에 기초하여 국가를 세울려고 시도하는 기독교 정치 이념 운동이다. 통치하는 권위를 성취하는 규범과 방법의 정도는 다양하다. 예를 들면 지배주의 신학은 신정론을 포함하지만, 그러나 통치의 기초로서 모세의 율법을 주장하지 않는다. 이 이름이 미국에 있는 기독교 그룹들에게 첫번째로 붙여졌다. 이 신학은 루서스 존 러쉬두니(R. J. Rushdoony)에 의해서 시작되었다. 그 다음으로 킹덤 나우 신학에 의해서 확장되었다. 오순절주의와 함께 추종하는 지배주의 신학의 가지가 킹덤 나우(Kingdom now) 신학이다. 킹덤 나우 신학은 늦은비 운동에 영향을 받았고 신사도운동과 관계된다. 킹덤 나우 신학은 전통적인 시작된 종말론과 연결된 킹덤신학(Kingdon theology)과 다르다.

## 같이 보기
- 기독교
- 해방신학
- 신 칼뱅주의
- 신정론